# Gogounou
Gogounou – miasto w Beninie, w departamencie Alibori. Położone jest około 550 km na północ od stolicy kraju, Porto-Novo. W spisie ludności z 11 maja 2013 roku liczyło 14 248 mieszkańców.